# Amt Gößweinstein

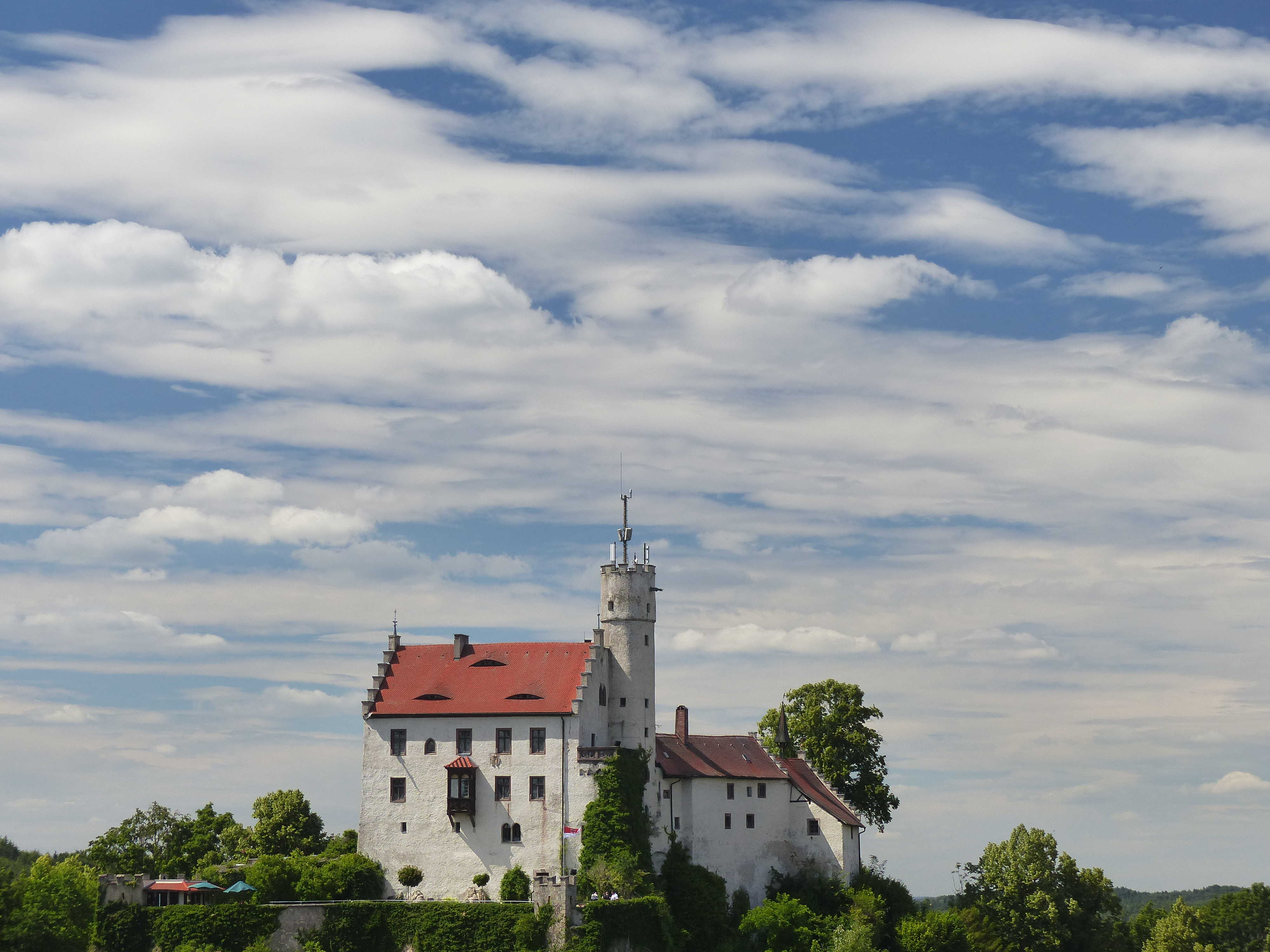
Die Burg Gößweinstein, der ehemalige Verwaltungssitz des Amtes Gößweinstein

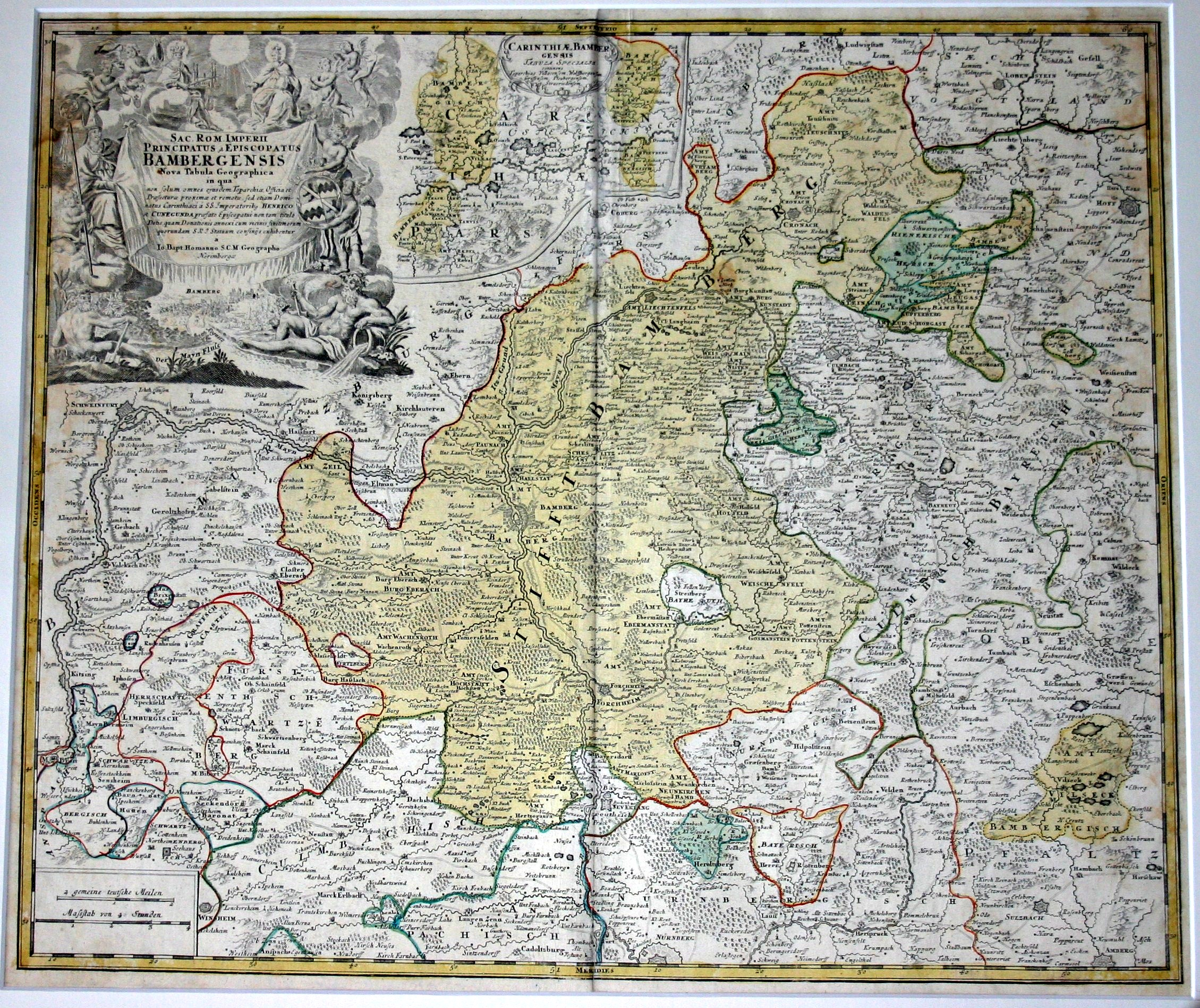
Das Territorium des Hochstiftes Bamberg auf einer zu Beginn des 17. Jh. vom Kartographen Johann Baptist Homann angefertigten Karte

Das Amt Gößweinstein war ein Verwaltungsgebiet des Hochstiftes Bamberg, eines reichsunmittelbaren Territoriums im Heiligen Römischen Reich. Das dem Fränkischen Reichskreis zugeordnete Hochstift Bamberg war ein geistliches Fürstentum, das bis 1802 existierte.

## Geografie
Das im Südosten des Bamberger Herrschaftsgebietes gelegene Amt war mit seiner räumlichen Ausdehnung eines der mittelgroßen hochstiftischen Ämter und lag inmitten des bambergischen Kerngebietes. Seine bambergischen Nachbarterritorien waren die Ämter Ebermannstadt, Pottenstein, Waischenfeld und Wolfsberg.

## Geschichte
Gößweinstein gelangte spätestens 1102 in den Besitz des Hochstiftes Bamberg, das dort einen seiner Amtssitze einrichtete. Der Ort wurde zwar im Jahr 1243 vom Bamberger Bischof an die Adelsfamilie der von Schlüsselberg verpfändet, später aber wieder bambergisch und blieb dies bis zur 1802 erfolgten Annexion des Hochstiftes.

## Struktur
Die Verwaltung des Amtes Gößweinstein bestand aus einem Vogteiamt und einem Steueramt.

### Amtssitz
Der Sitz der Amtsverwaltung befand sich auf der vermutlich im 11. Jahrhundert errichteten Burg Gößweinstein, die unter dem Namen „Goswinesteyn“ zum ersten Mal erwähnt wurde.

### Vogteiamt
Das Vogteiamt Gößweinstein war eines der 54 Vogteiämter des Hochstifts Bamberg. Sein Vogteibezirk umfasste folgende Dorfmarkungen und Ortschaften:
Allersdorf, Baumfurth (abgegangene Mühle an der Wiesent, nördlich von Windischgaillenreuth), Behringersmühle, Bösenbirkig, Etzdorf, Geiselhöhe, Gößweinstein, Hartenreuth, Kosbrunn, Leutzdorf, Moritz, Sachsendorf, Sachsenmühle, Stadelhofen, Stempfermühle und Türkelstein.

### Steueramt
Das Steueramt Gößweinstein war eines der 46 Steuerämter des Hochstiftes Bamberg. Sein räumlichen Wirkungsbereich umfasste nicht nur den Vogteibezirk des Gößweinsteiner Amtes, sondern auch denjenigen des Vogteiamtes Wolfsberg.
Die wirtschaftliche Bedeutung des Amtes für das Hochstift Bamberg war relativ gering, es wurde daher zum Ende des 17. Jahrhunderts als Amt I Klasse (von 5) geführt. Die Steuererträge des Steueramtes betrugen im Schnitt in der Amtszeit von Peter Philipp von Dernbach (1672–1683) 912 und in der Amtszeit von Marquard Sebastian Schenk von Stauffenberg (1683–1693) 818 fränkische Gulden pro Jahr. Die wirtschaftliche Ertragskraft des Gößweinsteiner Steueramtes erreichte damit nicht einmal die Hälfte des Durchschnitts aller bambergischen Ämter.